# Абила, Рамон
Рамо́н Да́рио А́била (исп. Ramón Darío Ábila; род. 14 октября 1989, Кордова, Аргентина) — аргентинский футболист, нападающий клуба «Колон».

## Биография
Абила начал профессиональную карьеру в клубе «Институто». 9 августа 2008 года в матче против «Олл Бойз» он дебютировал в Примере B. 25 сентября 2010 года в поединке против «Дефенса и Хустисия» Рамон забил свой первый гол за «Институто».
В 2011 и 2012 годах Абила для получения игровой практики на правах аренды выступал за «Атлетико Сармьенто» и «Депортиво Морон».
В начале 2014 года Рамон перешёл в «Уракан». 8 февраля в матче против «Крусеро-дель-Норте» он дебютировал за новую команду. 23 марта в поединке против «Патронато» Абила сделал «дубль», забив свои первые голы за «Уракан». В том же году он помог клубу выиграть Кубок Аргентины и выйти в элиту. 15 февраля 2015 года в матче против «Унион Санта-Фе» Абила дебютировал в аргентинской Примере. 21 февраля в поединке против «Арсенала» из Саранди Рамон забил свой первый мяч в элите. 22 марта в матче против «Архентинос Хуниорс» он сделал хет-трик. В поединках Кубка Либертадорес против перуанского «Альянса Лима» и боливийского «Университарио» Абила забил два мяча.
В июне 2016 года Рамон перешёл в бразильский «Крузейро». Сумма трансфера составила R$18 млн. 17 июля в матче против «Флуминенсе» он дебютировал в бразильской Серии A. 5 августа в поединке против «Интернасьонала» Абила забил свой первый гол за «Крузейро». 5 апреля 2017 года в матче Южноамериканского кубка против парагвайского «Насьоналя» он забил гол. Летом того же года Абила вернулся на родину, подписав контракт с «Бока Хуниорс», но сразу же для получения игровой практики был отдан в полугодовую аренду в свой бывший клуб «Уракан».
7 апреля 2021 года Абила был взят в аренду клубом MLS «Миннесота Юнайтед» на сезон с опцией выкупа. В главной лиге США он дебютировал 16 апреля в матче стартового тура сезона 2021 против «Сиэтл Саундерс». 12 мая в матче против «Ванкувер Уайткэпс» он забил свой первый гол в MLS. 11 августа «Миннесота Юнайтед» отчислила Абилу.
12 августа 2021 года «Ди Си Юнайтед» выбрал Абилу из списка отказов. За «чёрно-красных» он дебютировал 15 августа в матче против «Нэшвилла». 18 августа в матче против «Нью-Инглэнд Революшн» он забил свой первый гол за вашингтонцев. По окончании сезона 2021 Абила покинул «Ди Си Юнайтед» в связи с истечением срока договора аренды.
8 февраля 2022 года Абила перешёл в «Колон» за 1,7 млн долларов США, подписав с клубом трёхлетний контракт.

## Достижения
Командные
«Бока Хуниорс»
- Чемпион Аргентины: 2017/18

«Уракан»
- Обладатель Кубка Аргентины: 2013/14
- Обладатель Суперкубка Аргентины: 2014

«Крузейро»
- Обладатель Кубка Бразилии: 2017